# Art of Creation
Art Of Creation – holenderska wytwórnia hardstyle, założona wspólnie przez Headhunterz i Wildstylez na początku 2018 roku.
Na początku liczyła dwóch wyżej wspomnianych artystów. Po lecie 2018 roku jako trzeci dołączył Sound Rush. 13 listopada 2019 roku wytwórnia wchłonęła inną wytwórnie Spirit Of Hardstyle, a należący do niej producenci Audiotricz, Bass Modulators i Noisecontrollers przeszli do Art Of Creation.

## Artyści należący do Art Of Creation[2]
- Headhunterz
- Wildstylez
- Sephyx
- Aftershock
- Project One
- Sound Rush
- Noisecontrollers
- Audiotricz